# Axel Journiaux
Axel Journiaux (Saint-Malo, 20 mei 1995) is een Frans wielrenner die anno 2019 rijdt voor Direct Énergie.

## Carrière
Als junior werd Journiaux in 2013, achter Élie Gesbert, tweede in het nationale kampioenschap op de weg. Later dat jaar reed hij de wegwedstrijd op het wereldkampioenschap niet uit.
In 2016 was Journiaux dicht bij zijn eerste UCI-zege als eliterenner, toen enkel Valentin Madouas sneller was in de massasprint in de tweede etappe van de Kreiz Breizh Elites. Eerder dat jaar was hij al negende geworden in de beloftenversie van Luik-Bastenaken-Luik. In 2017 werd Journiaux, door in twee van de tien etappes bij de beste acht renners te eindigen, vierde in het eindklassement van de Ronde van Marokko. Het jongerenklassement schreef hij, met een voorsprong van drie seconden op Simon Sellier, wel op zijn naam. Door ten aanval te gaan en genoeg punten te verzamelen, won hij in mei het puntenklassement van de Ronde van de Isard. Bijna twee weken later won hij de eerste rit in lijn van de Grote Prijs Priessnitz spa, de opvolger van de Vredeskoers voor beloften, door na 133 kilometer solo te finishen. Zijn medevluchters Mathias Norsgaard en Jonas Abrahamsen finishten een halve minuut later, het peloton weer een minuut daarachter. De leiderstrui die hij aan zijn zege overhield moest hij een dag later afstaan aan Bjorg Lambrecht.
In 2018 werd Journiaux prof bij Direct Énergie.

## Overwinningen
2017
Jongerenklassement Ronde van Marokko
Puntenklassement Ronde van de Isard
1e etappe Grote Prijs Priessnitz spa

## Ploegen
- 2014 –  Bretagne-Séché Environnement (stagiair vanaf 1-8)
- 2018 –  Direct Énergie
- 2019 –  Direct Énergie

Bideau · Corbel · Delaplace · B. Feillu · R. Feillu · Fonseca · Gérard · Guillou · Jarrier · Koretzky · Laborie · Laengen · Le Montagner · Périchon · Sepúlveda · Vachon · Bonnamour (stagiair) · Journiaux (stagiair) · Ledanois (stagiair)
Boudat · Calmejane · Cardis · Chavanel · Cornu · Cousin · Gaudin · Gène · Grellier · Hivert · Journiaux · Nauleau · Ourselin · Petit · Pichot · Quéméneur · Sellier · Sicard · Taaramäe · Tulik · Gaillard (stagiair) · Orceau (stagiair) · Rivière (stagiair) 
Bonifazio · Boudat · Burgaudeau · Calmejane · Cardis · Cousin · Gaudin · Gène · Grellier · Hivert · Journiaux · Ligthart · Nauleau · Ourselin · Petit · Pichot · Quéméneur · Sellier · Sicard · Taaramäe · Terpstra · Tulik · Turgis